# Koninklijke Marine
La Koninklijke Marine (KM) è la marina militare dei Paesi Bassi. Le sue origini risalgono alla guerra degli ottant'anni (1568–1648), la guerra d'indipendenza delle Province Unite dalla Casa d'Asburgo che governava i Paesi Bassi asburgici.
Durante il XVII secolo la Marina della Repubblica delle Sette Province Unite fu la più potente forza navale del mondo e ha svolto un ruolo attivo nelle guerre anglo-olandesi, nella guerra franco-olandese e nelle guerre contro la Spagna e molte altre potenze europee. La Marina batava della successiva Repubblica Batava (1795–1806) e il Regno d'Olanda (1806–1810) hanno svolto un ruolo attivo nelle guerre napoleoniche.
Dopo l'istituzione del moderno Regno dei Paesi Bassi, svolse un ruolo importante nella protezione del dominio coloniale olandese, specialmente nel Sud-Est asiatico, e avrebbe svolto un ruolo minore nella seconda guerra mondiale, specialmente contro la marina imperiale giapponese. Dopo la seconda guerra mondiale, la Marina reale olandese in tempi più recenti, la Koninklijke Marine ha preso parte a operazioni di peacekeeping e peace-enforcing anche a notevole distanza dal territorio nazionale.

## Storia
La Koninklijke Marine ha antiche tradizioni. La moderna marina olandese fa risalire la sua fondazione allo "statuto dell'ammiragliato" emesso dall'imperatore del Sacro Romano Impero Massimiliano I l'8 gennaio 1488. Gli storici della marina fanno risalire le origini di una marina olandese indipendente alle prime fasi della guerra degli ottant'anni (1568–1648), mentre la formazione di una marina "nazionale" è datata all'istituzione della Repubblica olandese nel 1597.
La marina olandese fu coinvolta in diverse guerre contro altre potenze europee dalla fine del XVI secolo, inizialmente per l'indipendenza contro la Spagna nelle acque europee, in seguito per proteggere le rotte commerciali dei Paesi Bassi, commercio e colonie in molte parti del mondo, in particolare in quattro guerre anglo-olandesi contro l'Inghilterra. Nel 1667, durante la seconda guerra anglo-olandese, l'ammiraglio Michiel de Ruyter, riuscì a bruciare la flotta inglese all'ancora sul fiume Medway, presso la foce del Tamigi.
Durante il XVII secolo la marina olandese era una delle marine più potenti del mondo. Come organizzazione, la marina della Repubblica olandese era composta da cinque diversi ammiragliati, tre dei quali in Olanda e uno ciascuno in Frisia e Zelanda, ciascuno con le proprie navi, personale, cantieri navali, strutture di comando ed entrate.
Durante la seconda guerra mondiale, le navi che riuscirono a sfuggire ai tedeschi e quelle posizionate nelle colonie, continuarono la lotta contro le potenze dell'Asse.
Dopo la seconda guerra mondiale, le relazioni tra i Paesi Bassi e le sue colonie cambiarono radicalmente. L'istituzione della Repubblica di Indonesia, due giorni dopo la resa giapponese, sventò i piani olandesi per ripristinare l'autorità coloniale. Dopo quattro anni di guerra i Paesi Bassi riconobbero l'indipendenza dell'Indonesia.
Parte della Marina olandese venne successivamente stanziata nella Nuova Guinea olandese fino al 1962 quando gli olandesi furono costretti a lasciare la Nuova Guinea Occidentale. Ciò fece seguito a una campagna di incursioni e sconfinamenti da parte delle forze armate nazionali indonesiane, supportate da moderne forniture di armi da parte dell'Unione Sovietica. Le incursioni, respinti con successo dalla marina olandese, avvenivano su ordine del presidente Sukarno con membri delle forze speciali indonesiane da infiltrare dietro le linee olandesi, al fine di destabilizzare la guarnigione locale e di preparare la strada a una successiva massiccia invasione dell'isola, da attuarsi per l'agosto del 1962, ma prima che la contesa potesse sfociare in una guerra aperta i Paesi Bassi decisero di giungere a una soluzione diplomatica, in quanto trovandosi diplomaticamente isolati sulla questione, negoziarono il passaggio del territorio della Nuova Guinea Occidentale a un'amministrazione transitoria delle Nazioni Unite (United Nations Temporary Executive Authority o UNSF), la quale a sua volta nel maggio del 1963 trasferì all'Indonesia la piena sovranità sull'ex colonia.
Con la creazione dell'Organizzazione del Trattato dell'Atlantico del Nord, l'attenzione militare venne concentrata verso l'esercito e l'aeronautica; fu solo durante la guerra di Corea (1950–53) che la marina ottenne maggiore riconoscimento con la creazione di una flotta equilibrata composta da due squadroni navali. Oltre alla portaerei HNLMS Karel Doorman, la marina olandese era composta da due incrociatori leggeri classe De Zeven Provinciën, dodici cacciatorpediniere, quattro classe Holland e otto classe Friesland, otto sottomarini, sei fregate Classe Van Speijk e un numero considerevole di dragamine.
Facendo parte della NATO, i Paesi Bassi hanno sviluppato la propria politica di sicurezza in stretta collaborazione con altri membri. L'istituzione del patto di Varsavia nel 1955 ha intensificato la corsa agli armamenti tra mondo occidentale e blocco orientale. Le innovazioni tecniche sono emerse rapidamente, e l'introduzione di radar e sonar è stata seguita da sistemi di armi nucleari e missili a lungo raggio. A partire dal 1965 unità navali olandesi sono entrate a far parte di forze navali NATO permanenti come la Standing Naval Force Atlantic.

## Basi
La principale base navale si trova a Den Helder, nell'Olanda settentrionale. Le basi navali secondarie si trovano ad Amsterdam, Vlissingen, Texel e Willemstad nell'isola di Curaçao. Le caserme del Korps Mariniers, la fanteria di marina dei Paesi Bassi si trovano a Rotterdam, Doorn, Suffisant a Curaçao e Savaneta ad Aruba.

## Equipaggiamento
Nella Koninklijke Marine attualmente operano sette principali classi navali:

Nota: nella Koninklijke Marine le fregate sono intercambiabili con i cacciatorpediniere
| Tipologia           | 1974 | 1984 | 1993 | 2005 | 2011 |
| ------------------- | ---- | ---- | ---- | ---- | ---- |
| LC frigates         |      |      |      | 4    | 4    |
| M frigates          | 4    | 8    | 8    | 2    | 2    |
| GW frigates         | 2    | 2    | 2    |      |      |
| L frigates          | 1    | 2    | 2    |      |      |
| S frigates          | 12   | 10   | 6    |      |      |
| MLM frigates        | 6    |      |      |      |      |
| Fregate             | 25   | 22   | 18   | 6    | 6    |
| Pattugliatori       |      |      |      | 4    | 4    |
| Sottomarini         | 6    | 6    | 4    | 4    | 4    |
| naviglio ausiliario | 2    | 2    | 2    | 1    |      |
| ATS                 |      |      | 1    | 2    | 2    |
| JSS                 |      |      |      | 1    | 1    |
| cacciamine          | 15   | 15   | 15   | 10   | 6    |
| dragamine           | 11   | 11   |      |      |      |
| Totale unità navali | 59   | 56   | 40   | 29   | 23   |
| Aerei               | 21   | 13   | 13   |      |      |
| Elicotteri          | 36   | 30   | 20   | 20   | 20   |
| Totale velivoli     | 57   | 43   | 33   | 20   | 20   |

## Gradi della Koninklijke Marine

### Ufficiali
I gradi degli ufficiali del del Korps Mariniers sono uguali a quelli delle altre forze armate. Il grado di Commandeur fu introdotto nella Koninklijke Marine nel 1955. Il grado di Luitenant ter zee der 2de klasse oudste categorie (categoria più antica); LTZ2OC, fu introdotto nella Koninklijke Marine nel 1945.
| Codice NATO | OF-10               | OF-9           | OF-8             | OF-7       | OF-6             | OF-5                       | OF-4                              | OF-3                                              | OF-2                             | OF-1                             | OF-1 |
| --- | ------------------- | -------------- | ---------------- | ---------- | ---------------- | -------------------------- | --------------------------------- | ------------------------------------------------- | -------------------------------- | -------------------------------- | ---- |
| Koninklijke Marine |                     |                |                  |            |                  |                            |                                   |                                                   |                                  |                                  |      |
| Admiraal1 | Luitenant-Admiraal2 | Vice-Admiraal3 | Schout-bij-Nacht | Commandeur | Kapitein ter zee | Kapitein-luitenant ter zee | Luitenant ter zee der 1ste klasse | Luitenant ter zee der 2de klasse oudste categorie | Luitenant ter zee der 2de klasse | Luitenant ter zee der 3de klasse |      |
| 1 grado esistente ma abbandonato di fatto nel 1956 2 grado riservato al capo di stato maggiore delle forze armate se appartenente alla Regia Marina 3 grado riservato al Capo di stato maggiore della Regia Marina |                     |                |                  |            |                  |                            |                                   |                                                   |                                  |                                  |      |

#### Uniforme Reale
Distintivo di grado del Monarca dei Paesi Bassi quando indossa l'uniforme della Koninklijke Marine.
| Koninklijke Marine | Monarca dei Paesi Bassi |

### Sottufficiali e comuni
| Koninklijke Marine                                                                                 |                           |                    |                            |                            |                                                    |                                                    |                                                  |                                                  |
| Adjudant-onderofficer Opperschipper3                                                               | Sergeant-majoor Schipper3 | Sergeant Bootsman3 | Korporaal Kwartiermeester3 | Korporaal Kwartiermeester3 | Matroos der 1ste klasse1 Marinier der 1ste klasse2 | Matroos der 1ste klasse1 Marinier der 1ste klasse2 | Matroos der 2de klasse1 Marinier der 2de klasse2 | Matroos der 3de klasse1 Marinier der 3de klasse2 |
| 1(grado della Koninklijke Marine) 2 (grado del Korps Mariniers) 3 (grado del personale di coperta) |                           |                    |                            |                            |                                                    |                                                    |                                                  |                                                  |